# Bessatsu Friend
Bessatsu Friend (jap. 別冊フレンド, Bessatsu Furendo), auch bekannt unter dem Kürzel Betsufure, ist ein japanisches Manga-Magazin, das sich an jugendliche Mädchen (Shōjo) richtet, die auf die Oberschule gehen.
Das Magazin erscheint monatlich am 13. des Vormonats der angegebenen Heftnummer beim Kodansha-Verlag zu einem Preis von 350 Yen. Den Hauptteil des Magazins machen verschiedene Kapitel von Manga-Serien und Manga-Kurzgeschichten aus. Diese handeln meist von modernen Schülerinnen und der (ersten) Liebe. Mit Life und Vitamin der Zeichnerin Keiko Suenobu erscheinen jedoch auch zwei Comics, die sich mit ernsthaften Probleme von Teenagern wie Mobbing auseinandersetzen.
Bessatsu Friend wurde im März 1965 gegründet und erschien zunächst als Bessatsu Shōjo Friend (別冊少女フレンド), in Anlehnung an das inzwischen eingestellte Manga-Magazin Shōjo Friend. 1984 wurde es in Bessatsu Friend umbenannt. Während das Magazin in den 1980ern noch eine Auflage von über eine Million pro Ausgabe hatte, fiel die Auflagenzahl seitdem stetig. 2005 betrug die Auflage 190.000, was einen Rückgang von ungefähr 15.000 gegenüber dem Vorjahr bedeutete.

## Veröffentlichte Manga-Serien

### Fortlaufend
- Ao-Natsu von Atsuko Nanba
- Chitchai Toki kara Suki Dakedo von Saki Haruki
- Hope von Keiko Suenobu
- L DK von Ayu Watanabe
- Hana-kun to Koisuru Watashi von Fuyu Kumaoka
- Kageno Datte Seishun Shitai von Yuka Kitagawa
- Kimi ga Inakya Damette Itte von Hatsuharu
- Kirara no Hoshi von Ai Morinaga
- Koharu Biyori von Nichiho Higuchi
- Konchi wa Hamuko von Akari
- Kōri no Joō von Rikachi
- Kōsha no Ura ni wa Tenshi ga Umerarete Iru von Kariko Koyama
- Kurosaki-kun no Iinari ni Nante Naranai von Makino
- Kyō no Kira-kun von Rin Mikimoto
- Ojō to Banken-kun von Hatsuharu
- Perfect Girl (Yamato Nadeshiko Shichi Henge) von Tomoko Hayakawa
- P to JK von Maki Miyoshi
- Silent Kiss von Rumi Ichinohe
- Sweets Kurosawa von Ishiko
- Tomoya Kōfuku Kenkyūjo von Beruno Mikawa
- Watashi ga Motete Dōsunda von Junko
- You’re my Cutie von Nakaba Harufuji

### Abgeschlossen / nicht mehr im Magazin (Auswahl)
- Boys'n Girl von Kei Yasunaga
- Deep Love – Ayu no Monogatari von Yū Yoshi und Yoshi
- Deep Love – Host von Yū Yoshi und Yoshi
- Dynamite na Honey von Nachika Ozaki
- Eden no Hana von Yuki Suetsugu
- Gokuraku Seishun Hockey Bu von Ai Morinaga
- Guruguru Pon-chan von Satomi Ikezawa
- Kimi no Kuroi Hane von Yuki Suetsugu
- Kimi no Shiroi Hane von Yuki Suetsugu
- Koibumi Biyori von George Asakura
- Life von Keiko Suenobu
- Mars von Fuyumi Soryo
- My Girlfriend’s Child von Mamoru Aoi
- Only You von Yuki Suetsugu
- Othello von Satomi Ikezawa
- Peach Girl von Miwa Ueda
  - Ura Peach Girl von Miwa Ueda
- Power!! von Shizuru Seino
- Ran the Peerless Beauty von Ammitsu
- Silver von Yuki Suetsugu
- Sue-chan wa Himitsu von Satomi Ikezawa
- Vitamin von Keiko Suenobu
- Zig x Zag von Kei Yasunaga